# Sobór konstantynopolitański IV (prawosławny)
Sobór Konstantynopolitański IV – sobór biskupów chrześcijańskich, zwołany na przełomie 879 i 880 roku jako kontynuacja soboru z 869/870 (druga sesja). Zrehabilitowano na nim Focjusza. Druga sesja soboru została początkowo uznana za powszechną przez Kościół katolicki i prawosławie, jednak w XI wieku na skutek schizmy wschodniej Kościół katolicki powrócił do opinii o błędach Focjusza i uznał jedynie pierwszą fazę soboru. Prawosławie nie uznaje natomiast owej części, uznając jedynie obrady z 879/880.